# Cleonymia mogadorensis
Cleonymia mogadorensis là một loài bướm đêm trong họ Noctuidae.